# Asplundia harlingiana
Asplundia harlingiana är en enhjärtbladig växtart som beskrevs av Gloria A. Galeano och Rodrigo Bernal. Asplundia harlingiana ingår i släktet Asplundia och familjen Cyclanthaceae. Inga underarter finns listade.